# Площа Миколи Семейка
Площа Миколи Семейка — площа у центрі Слов'янська, на перехресті вулиць Свободи, Вчительської, Торгової, Райдужної та Світлодарської.

## Історія
Виникла на розширенні вулиці Бахмутської у середині XVIII століття. У 1810 році вула найменована Ярмарковою, оскільки тут, через великий незабудований простір, відбувалися три щорічні ярмарки — Провадська (в травні), Троїцька (у червні) та Єфстафієвська (у вересні). Тоді це бла південна частина міста Словенськ.
У 1880 році, після активного розширення міста на захід, за вулицею Василівською було утворено нову Ярмаркову площу, на який був побудований ринок, тому площа перестала бути торговельним майданом.
На південь від площі оселилися купці Малєєв, Літвішко, Зайцев, Колодяжний, Парова, Крячко, Богомаз, Раменський, Гибнер та Іщенко. Утворилися вулиця Ветеринарна, що дала початок утворення району Варшави. Найбільше землеволодіння мав останній, тому площу було перейменовано на честь Іщенка.
З приходом більшовиків у 1924 році площу було перейменовано на Миру, а вже у 1930 році — на честь Павлова.
У 1948 році тут було встановлено пам'ятник Миколі Семейку, і площу перейменували відповідно. Хоча бюст перенесли в інше місце, назву площі не змінили.

## Визначні будівлі та об'єкти
У невеликому сквері, на площі Сімейка відкритий цей унікальний пам'ятник, доки єдиний в Україні. На земній кулі стоїть бронзова фігура молодої жінки з маленькою дитиною на лівій руці; у правій вона тримає вічнозелену пальмову гілку - символ Великої Перемоги. Куля обгорнута стрічкою з написом «Вдові і матері солдата присвячується»", на нім видимий рельєф материків.
Споруджений в 2010 році. Скульптор О. Рогов.
.